# Formula Challenge Japan
De Formula Challenge Japan is een raceklasse voor beginners. Het is bedacht door de drie grote Japanse automerken: Honda, Nissan en Toyota in 2006. Om mee te doen moet je jonger dan 26 zijn. 9 Coureurs worden uitgekozen om mee te doen door Toyota, 4 door Nissan en 4 door Honda. De races zijn support races van het Formule Nippon kampioenschap. Om mee te doen moet je ¥7,500,000 betalen, daarvoor krijg je een auto, banden en reserve onderdelen. Van de 27 coureurs in 2006 gingen er 2 naar de British F3 en één naar de Formule Renault BARC

## Kampioenen
| Jaar | Coureur          | Punten |
| ---- | ---------------- | ------ |
| 2006 | Yuhi Sekiguchi   | 106    |
| 2007 | Keisuke Kunimoto | 189    |

## Puntensysteem
| Plek   | 1° | 2° | 3° | 4° | 5° | 6° | 7° | 8° | 9° | 10 | Pole position | Snelste ronde |
| Punten | 20 | 15 | 12 | 10 | 8  | 6  | 4  | 3  | 2  | 1  | 1             | 1             |

## De auto
Alle auto's in dit kampioenschap zijn gelijk. Ze gebruiken een Tatuus FC106. De auto is geheel van koolstofvezel en een wielbasis van 2645mm. Zonder coureur weegt de auto 450kg. De auto heeft een NISMO motor, deze heeft een inhoud van 2000cc. De motor produceert een vermogen van 200pk. Ze gebruiken speciale Dunlop racebanden.